# Александър Миленов
Александър Миленов Иванов е български политик от БКП. Комунист и градител на социалистическото преустрояване след 9 септември 1944 г.

## Биография

### Произход и ранни години
Александър Миленов е роден на 3 май 1891 г. в с. Перник (днес град Перник), в бедно селско семейство. Още като юноша той постъпва на работа в каменовъглените мини и участва в борбите на пернишките миньори. Член е на БРП (к.) от 1911 г. и до края на живота си и е служи предано и всеотдайно. Като профсъюзен активист, а от 1919 до 1925 г. и като секретар на Рудничарския съюз в България, вземайки най-дейно участие в ръководството на стачните борби на миньорите. Между 1914 до 1923 г. е избиран непрекъснато от името на Партията за общински съветник в Перник. За своята самоотвержена борба в защита на интересите на работническата класа и против ПСВ е преследван, арестуван и интернирван, а през 1918 г. и осъден на 15-годишен затвор, от който излиза след амнистия. Участва и в подготовката на Септемврийското въстание, за което отново е арестуван през септември 1923 г. и след освобождението му в продължение на две години непрекъснато преследван и хвърлян в различни полицейски участъци и затвори.

### Югославия и СССР
През 1925 г., по решение на Партията, емигрира в Югославия и от там заминава за Съветския съюз. В Москва завършва двугодишна профсъюзна школа и се отдава на партийна и профсъюзна работа.

### България
Завръща се в България след 9 септември 1944 г. и посвещава всичките си сили на социалистическото изграждане на страната. На VIII пленум на Централния комитет на партията през 1945 г. е избран за кандидат-член на ЦК на БРП (к.), а на III партийна коференция през 1950 г. и на VI конгрес – за пълноправен член на ЦК на партията, вече преименувала се от БРП (к.) в БКП. Остава член на ЦК до смъртта си, след тежко боледуване, на 7 януари 1956 г. Първият миньорски конгрес през 1945 г. го издига за председател на ЦК на Профсъюза на миньорите, а от 1950 г. – и за секретар на ЦК на Профсъюзите в България. Бил е и народен представител.
Награден е за заслуги с ордени „9 септември 1944 г.“ – I и III степен, с медал за участие в Отечествената война и със съветския медал „За победата над Германия“.
Автор на книгата "Тесняшката крепост", издадена в София през 1958 г. и 1961 г. (второ издание).